# Schwentinental
Schwentinental – miasto w Niemczech w kraju związkowym Szlezwik-Holsztyn, w powiecie Plön, położone nad rzeką Schwentine.

## Współpraca
Miejscowości partnerskie:
- Goldberg, Meklemburgia-Pomorze Przednie
- Pernegg, Austria
- Schöneiche bei Berlin, Brandenburgia